# Сабата
Сабата —  традиционная башкирская мужская и женская повседневная обувь.

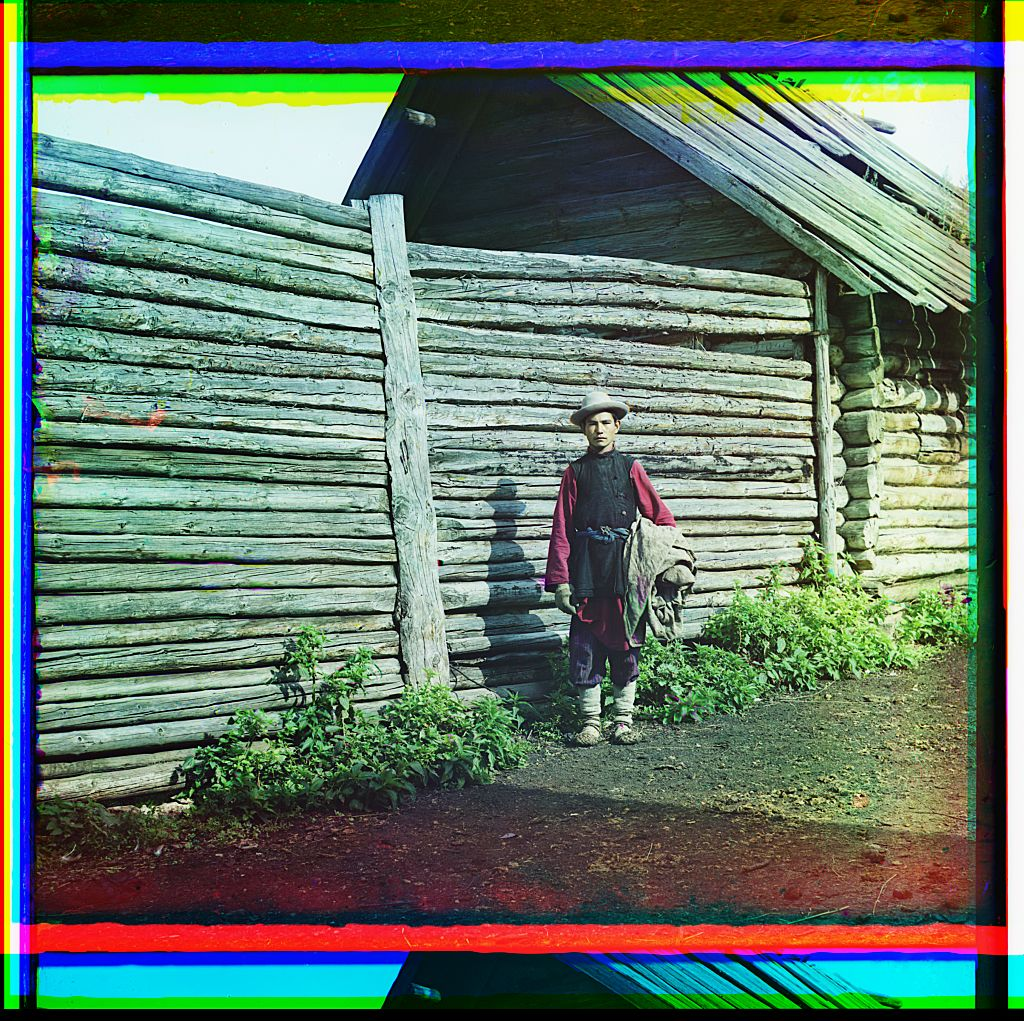
Башкир в сабата

## Изготовление
Сабата обычно изготавливали из лыка, укреплённого берестой. Плетение производилось из 7 лыковых полос с носка с использованием железного кочедыка (шөшлө) и колодки (ҡалып).
На подошве применялось косое, на «личике» — прямое плетение.
Сплетённая в два слоя подошва загибалась кверху, формируя выступ — косичку; носок был трапециевидной формы. На щиколотке завязывались короткие мочальные оборы.
В северо-западных районах Башкортостана сабата прикрепляли к деревянным подставкам (күтәрмәле сабата). В северных районах к сабата пришивали тканевый верх, затягивающийся вокруг ноги шнурком (бышымлы сабата).

## Использование
Под сабата надевали суконные или шерстяные чулки, портянки (силғау), холщовые онучи (киндер ыштыр).